# 브릿 로어
브릿 라우어(Britt Lower, 영어 발음: /laʊər/, 1985년 8월 2일 ~ )는 미국의 배우이다.

## 출연 작품

### 영화
- 시스터즈 (2015)

### 텔레비전
- 언포게터블 (2011-14)
- 기프티드 맨 (2012)
- 퓨처맨 (2017)
- 필라델피아는 언제나 맑음 (2019)